# Marco Tullio Giordana
Marco Tullio Giordana (Milano, 1º ottobre 1950) è un regista, sceneggiatore e scrittore italiano.
Conosciuto per opere cinematografiche ispirate a vicende storiche controverse, nel corso della carriera ha vinto diversi premi: il Pardo d'oro al Locarno Film Festival 1980, il premio Un Certain Regard al Festival di Cannes 2003, 4 David di Donatello (migliore sceneggiatura, migliore regia, miglior film, David Scuola), 2 Globi d'oro (miglior regista, miglior film), 5 Nastri d'argento (2 miglior sceneggiatura, 1 miglior fregista, 1 speciale, 1 alla carriera), premio speciale della giuria al Festival internazionale del cinema di Karlovy Vary 2012, premio speciale alla carriera al Locarno Film Festival 2024.

## Biografia
Nato a Milano nel 1950, dopo il liceo classico si iscrive alla facoltà di lettere dell'Università Statale, indirizzo antropologico. Lascia Milano e l'università all'inizio degli anni settanta e si trasferisce a Roma dove lavora come ricercatore per lo sceneggiatore Rodolfo Sonego e collabora alla realizzazione del film di montaggio Forza Italia! (1977) di Roberto Faenza. Sarà proprio Roberto Faenza a produrre due anni dopo, insieme a Elda Ferri, il suo lungometraggio d'esordio Maledetti vi amerò, presentato al Festival di Cannes e vincitore del Pardo d'oro al Locarno Film Festival. Firma il soggetto di Car Crash (1980), di Antonio Margheriti e l'anno seguente torna alla regia con un film prodotto da Mario Gallo: La caduta degli angeli ribelli, presentato al Mostra internazionale d'arte cinematografica di Venezia e accolto in modo contrastato. Nel 1984, insieme all'autore, adatta per la televisione il romanzo di Carlo Castellaneta Notti e nebbie: due puntate sulla figura di un questurino fascista travolto a Milano dal crollo della Repubblica di Salò e di tutti i suoi ideali.
Nel 1987 dirige Appuntamento a Liverpool (1987), film sulla strage dell'Heysel, quando il 29 maggio 1985 gli incidenti scoppiati a opera degli hooligans inglesi al seguito del Liverpool nella finale di Coppa Campioni a Bruxelles provocano 39 morti, 32 dei quali italiani. L'opera è proiettata a Venezia suscitando opposte reazioni. Nel 1991 partecipa al film collettivo La domenica specialmente, ispirato ai racconti di Tonino Guerra e prodotto da Amedeo Pagani. Diviso in quattro episodi (gli altri sono diretti da Giuseppe Tornatore, Giuseppe Bertolucci e Francesco Barilli), Giordana firma La neve sul fuoco, facendo debuttare sullo schermo Maria Maddalena Fellini, sorella del celebre regista. 
Nel 1995 affronta un capitolo oscuro della storia italiana con Pasolini, un delitto italiano dedicato alla figura che forse più lo ha influenzato e che riaffiora continuamente anche nelle opere successive. Nel 1996 partecipa con Gianni Amelio, Marco Risi, Alessandro D'Alatri e Mario Martone al progetto Oltre l'infanzia - Cinque registi per l'UNICEF con l'episodio Scarpette bianche. 
Nel 2000 torna alla Mostra di Venezia con I cento passi, sulla vita e l'esecuzione mafiosa di Peppino Impastato (premio per la migliore sceneggiatura, David di Donatello a Luigi Lo Cascio come miglior attore e a Tony Sperandeo come miglior attore non protagonista). Nel 2003 realizza per la televisione la serie La meglio gioventù, che racconta circa quarant'anni di storia italiana, dagli anni Sessanta al 2000, e vince a Cannes nella sezione Un certain regard. L'imponente opera (divisa in 4 parti per un totale di 6 ore) viene prodotta dalla Rai che, prima di mandarla in onda, ne consente l'uscita nelle sale. Sarà distribuita nel circuito cinematografico dalle consociate Rai Cinema e 01 Distribution divisa in due film da 3 ore ciascuno che ottengono, malgrado l'insolita programmazione, un notevole riscontro. Avrà uguale successo  anche quando sarà trasmessa in televisione nei giorni 7, 8, 14 e 15 dicembre 2003, con notevoli dati di ascolto (in particolare la prima serata fu vista da 7.029.000 telespettatori - share 28.77%). 
Nel 2005 è in concorso a Cannes con Quando sei nato non puoi più nasconderti, che, pur non bissando il plauso de La meglio gioventù, vince il Prix Chalais. Nel 2007 realizza per la Rai un film in due puntate di cui sarà distribuita anche una versione cinematografica: Sanguepazzo con Monica Bellucci, Luca Zingaretti e Alessio Boni, film che ripercorre le tragiche vicende della coppia di attori Ferida-Valenti, divi di successo nell'era fascista, fucilati dai partigiani dopo un processo sommario. Valenti s'era compromesso col regime (la Ferida l'aveva seguito lasciandosi trascinare) anche dopo l'8 settembre 1943, aderendo alla Repubblica di Salò. e arruolandosi nella Xa Flottiglia MAS del principe Junio Valerio Borghese. Anche questo film sarà presentato a Cannes nel 2008 e vincerà per la seconda volta il Prix Chalais.
Nel 2012 realizza Romanzo di una strage, prodotto da Cattleya e Rai Cinema, dedicato alla strage di Piazza Fontana del 12 dicembre 1969 e agli eventi convulsi che ne seguirono fino all'assassinio del commissario Luigi Calabresi il 17 maggio 1972 che vincerà il premio speciale della Giuria a Karlovy Vary. Dopo due film realizzati per la televisione, Lea (2015) e Due soldati (2017), dirige nel 2018 Nome di donna, dedicato alle molestie e vessazioni sul luogo di lavoro. Nel 2021, prodotto da Pietro Valsecchi, realizza per Netflix il film Yara sul tragico caso della tredicenne assassinata nel 2010, uno dei maggiori successi ottenuti da un film italiano sulla piattaforma, rimanendo nella top ten mondiale per diverse settimane (11,6 milioni di ore nella sola prima settimana di programmazione). Vince il Nastro d'argento 2022 per il miglior film tv.
Nel 2024 dirige La vita accanto, tratto dall'omonimo romanzo di Mariapia Veladiano, co-prodotto da Kavac Film, IBC Movie, One Art e Rai Cinema, scritto con Marco Bellocchio e Gloria Malatesta. Per questo film Sonia Bergamasco vince il premio come miglior attrice alla Mostra de València 2024.
Alla prevalente attività cinematografica nell'ultimo decennio ha affiancato con maggior regolarità anche quella teatrale e pubblicistica. Ha scritto diversi libri e collaborato con varie testate giornalistiche su argomenti di cultura automobilistica. Su questi temi, insieme a Valerio Berruti, ha fondato il sito www.carandfriends.it

## Filmografia

### Regista

#### Cinema
- Maledetti vi amerò (1980)
- La caduta degli angeli ribelli (1981)
- Appuntamento a Liverpool (1988)
- La neve sul fuoco, episodio de La domenica specialmente (1991)
- L'unico paese al mondo – cortometraggio collettivo (1994)
- Pasolini, un delitto italiano (1995)
- I cento passi (2000)
- La meglio gioventù (2003)
- Quando sei nato non puoi più nasconderti (2005)
- Sanguepazzo (2008)
- Romanzo di una strage (2012)
- Nome di donna (2018)
- Yara (2021)
- La vita accanto (2024)

#### Televisione
- Notti e nebbie – miniserie TV (1984)
- Scarpette bianche – film TV (1996)
- La rovina della Patria - episodio della serie TV Alfabeto Italiano (1997)
- Lea – film TV (2015)
- Due soldati – film TV (2017)

### Sceneggiatore

#### Cinema e TV
- Forza Italia! (1978) con Marco Bocca, Roberto Faenza, Antonio Padellaro, Carlo Rossella
- Maledetti vi amerò (1980) con Vincenzo Caretti
- Car Crash (1981) solo soggettista. Sceneggiatura di Massimo De Rita
- La caduta degli angeli ribelli (1981) con Vincenzo Caretti e Mario Gallo
- Notti e nebbie (1983) con Carlo Castellaneta
- Appuntamento a Liverpool (1988) con Leone Colonna e Luciano Manuzzi
- Sabato italiano (1992) con Luciano Manuzzi, Angelo Pasquini, Pier Vittorio Tondelli
- Pasolini, un delitto italiano (1995) con Sandro Petraglia e Stefano Rulli
- I cento passi (2000) con Claudio Fava e Monica Zapelli
- Quando sei nato non puoi più nasconderti (2005) con Sandro Petraglia e Stefano Rulli
- Sanguepazzo (2008) con Leone Colonna ed Enzo Ungari
- Romanzo di una strage (2012) con Sandro Petraglia e Stefano Rulli
- Lea (2017) con Monica Zapelli
- Nome di donna (2018) con Cristiana Mainardi
- La vita accanto (2024) con Marco Bellocchio e Gloria Malatesta

## Teatro
- Morte di Galeazzo Ciano, di Enzo Siciliano (1998)
- The Coast of Utopia di Tom Stoppard, anche traduzione insieme a Marco Perisse (2012)
- Il testamento di Maria di Colm Tóibín, anche traduzione insieme a Marco Perisse (2015)
- Questi fantasmi! di Eduardo De Filippo (2018)
- Donna Fabia da Carlo Porta, anche drammaturgia (2018)
- Fuga a tre voci testo e drammaturgia di Marco Tullio Giordana (2020)
- PA' dalle poesie di Pier Paolo Pasolini, drammaturgia di Marco Tullio Giordana e Luigi Lo Cascio (2022)
- Il fu Mattia Pascal dal romanzo di Luigi Pirandello, anche adattamento e drammaturgia (insieme a Geppy Gleijeses) (2024)

## Opera lirica
- Elisir d'amore, di Gaetano Donizetti, Trieste, Teatro Verdi (1990)
- La battaglia di Legnano, di Giuseppe Verdi Firenze, Teatro del Maggio Musicale Fiorentino (2018)

## Scrittore
- Vita segreta del signore delle macchine, romanzo, Mondadori (1990)
- Pasolini, un delitto italiano, saggio, Mondadori (1994)
- Il Rosso & il Nero, con Lirio Abbate, romanzo, Solferino (2019)
- Immaginare la realtà, con Andrea Bigalli, saggio, EGA-Edizioni Gruppo Abele (2018)
- Il fu Mattia Pascal, con Geppy Gleijeses, nuovo adattamento e riduzione teatrale, Manfredi-Edizioni (2024)

## Riconoscimenti (parziale)
- 33° Locarno Film Festival
  - 1980 - Pardo d'oro per Maledetti vi amerò

- 57ª Mostra internazionale d'arte cinematografica di Venezia
  - 2000 - Miglior sceneggiatura per I cento passi

- Nastri d'argento
  - Nastri d'argento 2001 - Miglior sceneggiatura per I cento passi
  - Nastri d'argento 2004 - Miglior regista per La meglio gioventù
  - Nastri d'argento 2012 - Miglior sceneggiatura per Romanzo di una strage (con Sandro Petraglia e Stefano Rulli)
  - Nastri d'argento 2018 - Nastro speciale per Nome di donna
  - Nastri d'argento 2022 - Miglior film TV per Yara

- Ciak d'oro
  - Ciak d'oro 2004 - Miglior regista per La meglio gioventù[6]

- David di Donatello
  - David di Donatello 2001 - Miglior sceneggiatura per I cento passi
  - David di Donatello 2003 - Miglior film per La meglio gioventù

- 56º Festival di Cannes
  - Festival di Cannes 2003 - Premio Un Certain Regard - Miglior film per La meglio gioventù

- Globi d'oro
  - Globi d'oro 2001 -Miglior film per I cento passi
  - Globi d'oro 2004 - Miglior regista per La meglio gioventù
  - Globi d'oro 2005 - Miglior film per Quando sei nato non puoi più nasconderti

- 47º Festival internazionale del cinema di Karlovy Vary
  - 2012 - Premio speciale della giuria per Romanzo di una strage
  - 2012 - Europa Cinemas Label per Romanzo di una strage
  - 2024 - 77° Locarno Film Festival Premio speciale alla carriera
  - 2025 - Nastro d'argento alla carriera